# 계곡중학교
계곡중학교는 전라남도 해남군 계곡면에 있던 공립 중학교이다.

## 학교 연혁
- 1968년 3월 9일 : 개교
- 2009년 2월 28일 : 41년만에 폐교[1]

## 폐교 이후
폐교 이후, 계곡중학교는 해남군에서 귀농귀촌희망센터로 사용하고 있다.